# Nicolas Wernimont
Nicolas Wernimont (5 april 2000) is een Belgisch wielrenner en baanwielrenner. Samen met Fabio Van Den Bossche won hij in 2017 en 2018 meerdere koppelkoersen. In 2015 won hij het Belgisch kampioenschap tijdrijden voor nieuwelingen in Overpelt. In 2018 won hij zilver op de 1 kilometer tijdens de Belgische kampioenschappen baanwielrennen. Nicolas nam ook meerdere malen deel aan de Zesdaagse van Vlaanderen-Gent, onder met Arne de Grootte en met Maxwell De Broeder.

## Palmares

### Baanwielrennen
| Jaar         | BK                                                                             | EK           | WK           | Overige      |              |
| Nieuwelingen | Nieuwelingen                                                                   | Nieuwelingen | Nieuwelingen | Nieuwelingen | Nieuwelingen |
| ------------ | ------------------------------------------------------------------------------ | ------------ | ------------ | ------------ | ------------ |
| 2015         | keirin · achtervolging · scratch · puntenkoers · Omnium · koppelkoers · sprint |              |              |              |              |
| 2016         | keirin · sprint · afvalling · achtervolging · scratch · Omnium · puntenkoers   |              |              |              |              |
| Junioren     |                                                                                |              |              |              |              |
| 2017         | omnium · sprint · achtervolging · koppelkoers · 1km tijdrit · puntenkoers      | koppelkoers  |              |              |              |
| 2018         |                                                                                | koppelkoers  |              |              |              |
| Elite        |                                                                                |              |              |              |              |
| 2018         | 1km tijdrit · koppelkoers                                                      |              |              |              |              |
| 2019         | 1km tijdrit · derny                                                            |              |              |              |              |

### Weg
2015
- Belgisch kampioen tijdrijden (nieuwelingen)

2016
- Belgisch kampioen ploegentijdrijden